# Michela Este
Michela Este (Brescia, 27 aprile 1985) è una rugbista a 15 italiana, terza linea ala delle Red Panthers di Treviso.

## Biografia
Cresciuta a Novagli, frazione di Montichiari, nel Bresciano, debuttò in serie A nelle file del Monza.
Durante il Sei Nazioni 2009 debuttò in Nazionale e in quello stesso anno passò alle Red Panthers di Treviso, con cui si aggiudicò lo scudetto 2010-11; con l'Italia si guadagnò la qualificazione alla Coppa del Mondo di rugby femminile 2017 in Irlanda, alla quale Este fu convocata.
Alla fine della competizione mondiale comunicò il suo ritiro internazionale per via degli impegni professionali susseguenti alla fina del suo ciclo di studi universitari dopo 55 incontri per l'Italia.

## Palmarès
- Campionati italiani: 1
Red Panthers: 2010-11